# Strada statale 342 Briantea
La strada statale 342 Briantea (SS 342),  fino al 3 maggio 2021 strada provinciale ex strada statale 342 Briantea (SP ex SS 342) in provincia di Bergamo ed in provincia di Como e strada provinciale 342 Briantea (SP 342) in provincia di Lecco, è una strada statale italiana che collega Bergamo a Varese via Como; il suo percorso si snoda interamente in territorio lombardo.
La denominazione di strada provinciale ex strada statale 342 Briantea (SP ex SS 342) resta in uso per identificare il solo tratto Bergamo-Ponte San Pietro.

## Storia
La strada statale 342 venne istituita nel 1962 con il seguente percorso: "innesto strada statale 42 del Tonale e della Mendola in Bergamo-Como-Varese".
In seguito al decreto legislativo n. 112 del 1998 dal 2001 la gestione del tratto Bergamo-Como (fino al km 62,140) è passato dall'ANAS alla Regione Lombardia che ha provveduto al trasferimento dell'infrastruttura al demanio della Provincia di Bergamo, della Provincia di Lecco e della Provincia di Como, per le tratte territorialmente competenti. A partire dal 2021 anche questo tratto è tornato ad ANAS che ha riclassificato l'intero percorso come strada statale 342 Briantea. Solo vicino a Bergamo il vecchio itinerario passante per l'abitato di Ponte San Pietro è rimasto in gestione alla Provincia di Bergamo, mantenendo la classificazione di strada provinciale ex strada statale 342 Briantea (SP ex SS 342).
Il nuovo tratto veloce Curno-Mapello, realizzato nei primi anni duemila per aggirare l'abitato di Ponte San Pietro, ha ricevuto invece fin dall'origine la denominazione di SS 342 dir/A Asse Interurbano di Bergamo.

## Percorso
La strada ha inizio a Bergamo come asse urbano della città, dopodiché tocca i centri di Ponte San Pietro, Mapello, Ambivere, prima di giungere a Pontida, dove prosegue attraversando una regione collinare, la Brianza settentrionale. Per tale ragione ha un tracciato mediamente tortuoso (anche a testimonianza del fatto che essa è il risultato dell'unione di varie tratte preesistenti, alcune di antica origine) e vario dal punto di vista altimetrico. Si presenta per buona parte dell'itinerario sotto forma di arteria a carreggiata unica, con sede abbastanza ampia e comoda, caratterizzata da numerosi incroci a raso e, come avviene tipicamente in Lombardia, costituita da parecchie rotatorie.

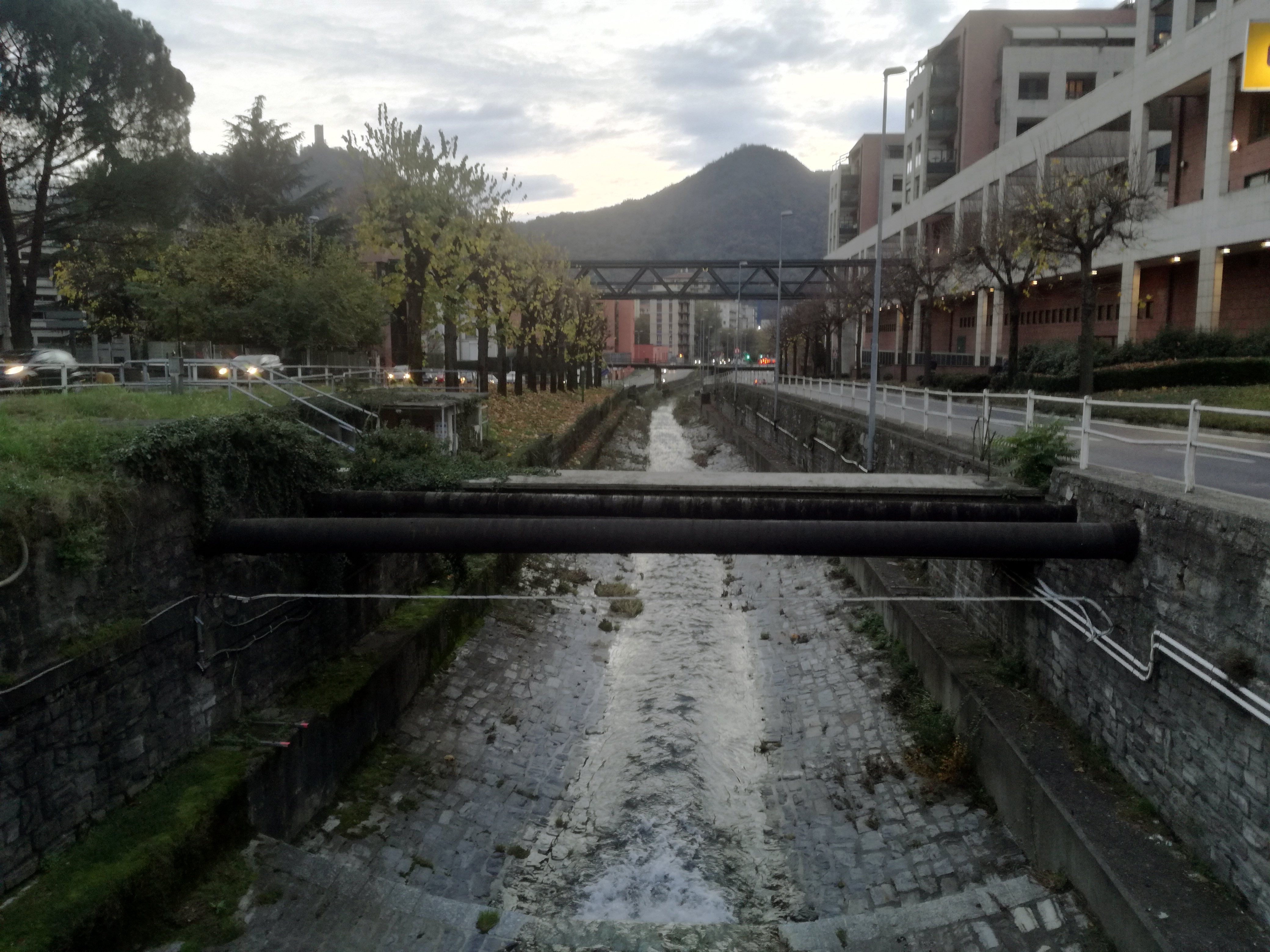
Como, il torrente Cosia divide le due carreggiate della SS 342

Oltre Pontida la strada scende verso la valle dell'Adda, passando per Caprino Bergamasco e Cisano Bergamasco, dove è situato il bivio con la strada statale 639 dei Laghi di Pusiano e di Garlate che conduce a Lecco. A Brivio attraversa il fiume entrando così in provincia di Lecco.

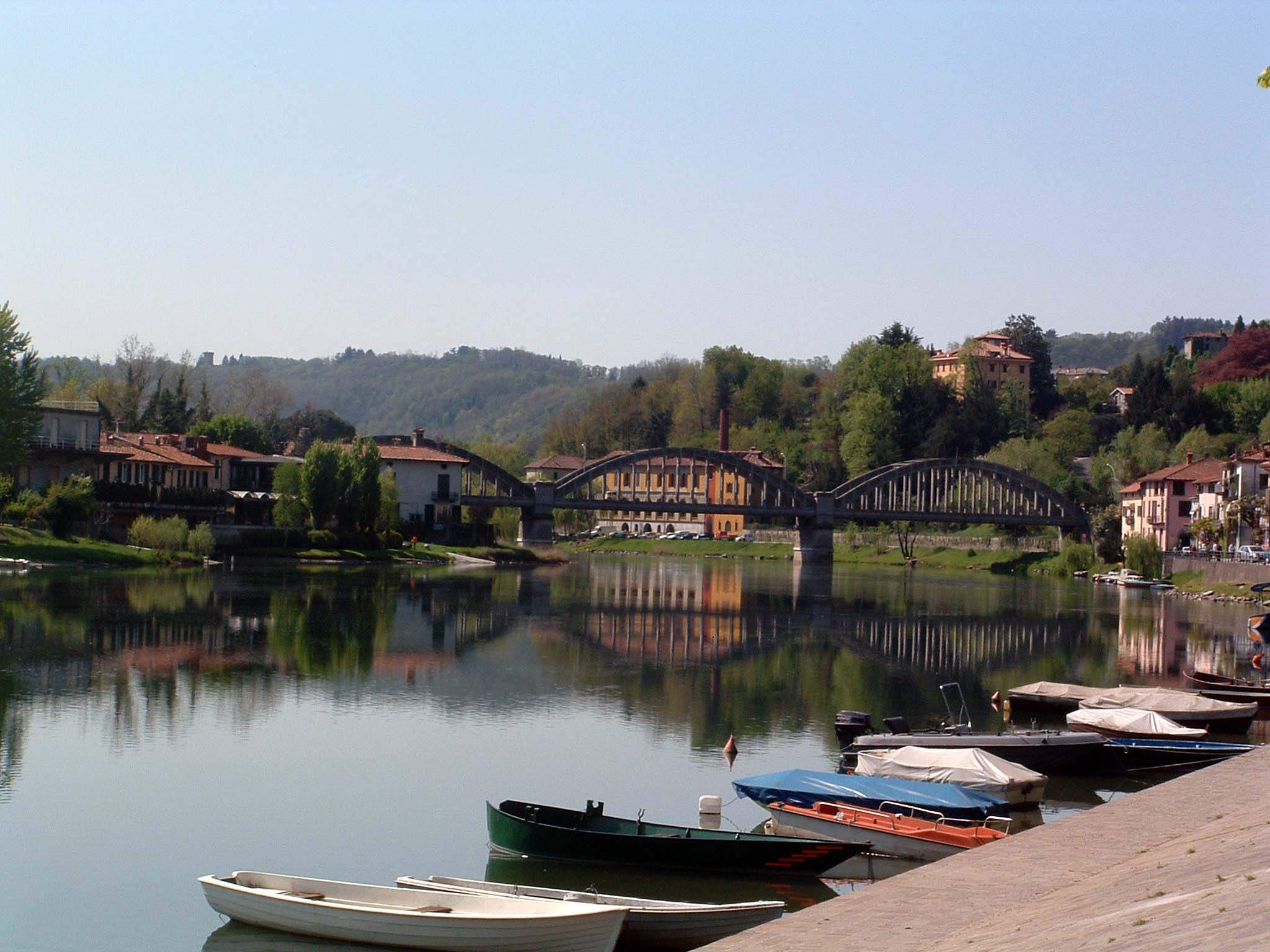
Il ponte di Brivio sul fiume Adda

A Calco si immette in quello che era il tracciato della strada statale 36 del Lago di Como e dello Spluga prima che tale denominazione fosse assegnata alla Nuova Valassina; il percorso della vecchia SS 36 prosegue verso Merate come diramazione (ex strada statale 342 dir Briantea) mentre la statale Briantea si dirige verso Olgiate Molgora, Castello di Brianza e Nibionno ove interseca la strada statale 36 del Lago di Como e dello Spluga mediante uno svincolo, superato il quale entra in provincia di Como toccando Lurago d'Erba (svincolo per Erba) e Alzate Brianza, giungendo a Como dopo il bivio con la SS 639.
In uscita da Como la strada incrocia la strada statale 35 dei Giovi e l'Autostrada A9. Successivamente attraversa Montano Lucino, Villa Guardia, Lurate Caccivio, Olgiate Comasco, Solbiate e Binago, ultimo centro prima del confine con la provincia di Varese. In territorio varesino, l'unico centro urbano attraversato è Malnate, alle porte di Varese.

## SS 342 dir/A Asse Interurbano di Bergamo
Prima di entrare nell'abitato di Ponte San Pietro dal vecchio tracciato si snoda il nuovo tratto veloce denominato Asse Interurbano di Bergamo. La superstrada è a carreggiata unica, classificata come strada extraurbana secondaria dove il limite di velocità è di 70 chilometri orari, fino all'uscita di Terno d'Isola, per poi diventare strada extraurbana principale a doppia carreggiata con due corsie per senso di marcia, dove il limite di velocità è di 90 chilometri orari. Presso l'interconnessione con la SS 470 dir, l'Asse Interurbano di Bergamo prosegue senza soluzione di continuità sotto la denominazione SP BG SS 671.
| SS 342 dir/A ASSE INTERURBANO DI BERGAMO TRATTO VELOCE CURNO - MAPELLO |                                                                      |    |
|                                                                        | Prosegue senza soluzione di continuità da SP BG                      | BG |
|                                                                        | direzione Val Brembana Ponte San Pietro                              | BG |
|                                                                        | direzione Dalmine Milano-Venezia (casello di Seriate) Dalmine Milano | BG |
|                                                                        | Bonate Sopra Presezzo Ospedale                                       | BG |
|                                                                        | Terno d'Isola Calusco d'Adda Sotto il Monte                          | BG |
|                                                                        | Mapello Locate Zona Industriale Mapello - Presezzo                   | BG |
| solo entrata dir. est solo uscita dir. ovest                           | Ponte San Pietro Ospedale                                            | BG |
|                                                                        | Centro Commerciale                                                   | BG |

## Comuni attraversati
- Provincia di Bergamo: Bergamo, Curno, Mozzo, Ponte San Pietro, Mapello, Ambivere, Palazzago, Pontida, Caprino Bergamasco e Cisano Bergamasco.
- Provincia di Lecco: Brivio, Calco, Olgiate Molgora, Santa Maria Hoè, La Valletta Brianza, Sirtori, Barzago, Bulciago e Nibionno.
- Provincia di Como: Inverigo, Lambrugo, Lurago d'Erba, Anzano del Parco, Alzate Brianza, Orsenigo, Montorfano, Albese con Cassano, Tavernerio, Lipomo, Como, Montano Lucino, Villa Guardia, Lurate Caccivio, Olgiate Comasco, Solbiate e Binago.
- Provincia di Varese: Malnate e Varese.

## Strada statale 342 dir Briantea
La ex strada statale 342 dir Briantea (SS 342 dir), ora strada provinciale ex strada statale 342 dir Briantea (SP ex SS 342 dir), è una strada provinciale ed ex strada statale italiana.
Il tracciato è breve e si snoda lungo il vecchio percorso della strada statale 36 del Lago di Como e dello Spluga, tra i paesi di Calco ed Usmate Velate. Ha inizio dalla SS 342 nei pressi di Calco e attraversa i comuni di Merate, Cernusco Lombardone e Osnago; prosegue quindi verso sud terminando ad Usmate Velate, dove si collega con il nuovo prolungamento della tangenziale Est di Milano.
La SS 342 dir venne istituita nel 1990 ma in seguito al decreto legislativo n. 112 del 1998 dal 2001 la gestione è passata dall'ANAS alla Regione Lombardia, che ha provveduto al trasferimento dell'infrastruttura al demanio della Provincia di Lecco e della Provincia di Milano, per le porzioni territorialmente competenti. Con l'istituzione della Provincia di Monza e Brianza per scorporo dalla Provincia di Milano, dall'aprile 2009 la gestione del tratto competente è passato alla neocostituita provincia.
Attraversa i comuni di:
- Calco
- Cernusco Lombardone
- Lomagna
- Merate
- Osnago
- Usmate Velate